# Détournement des cours d'eau de Sibérie

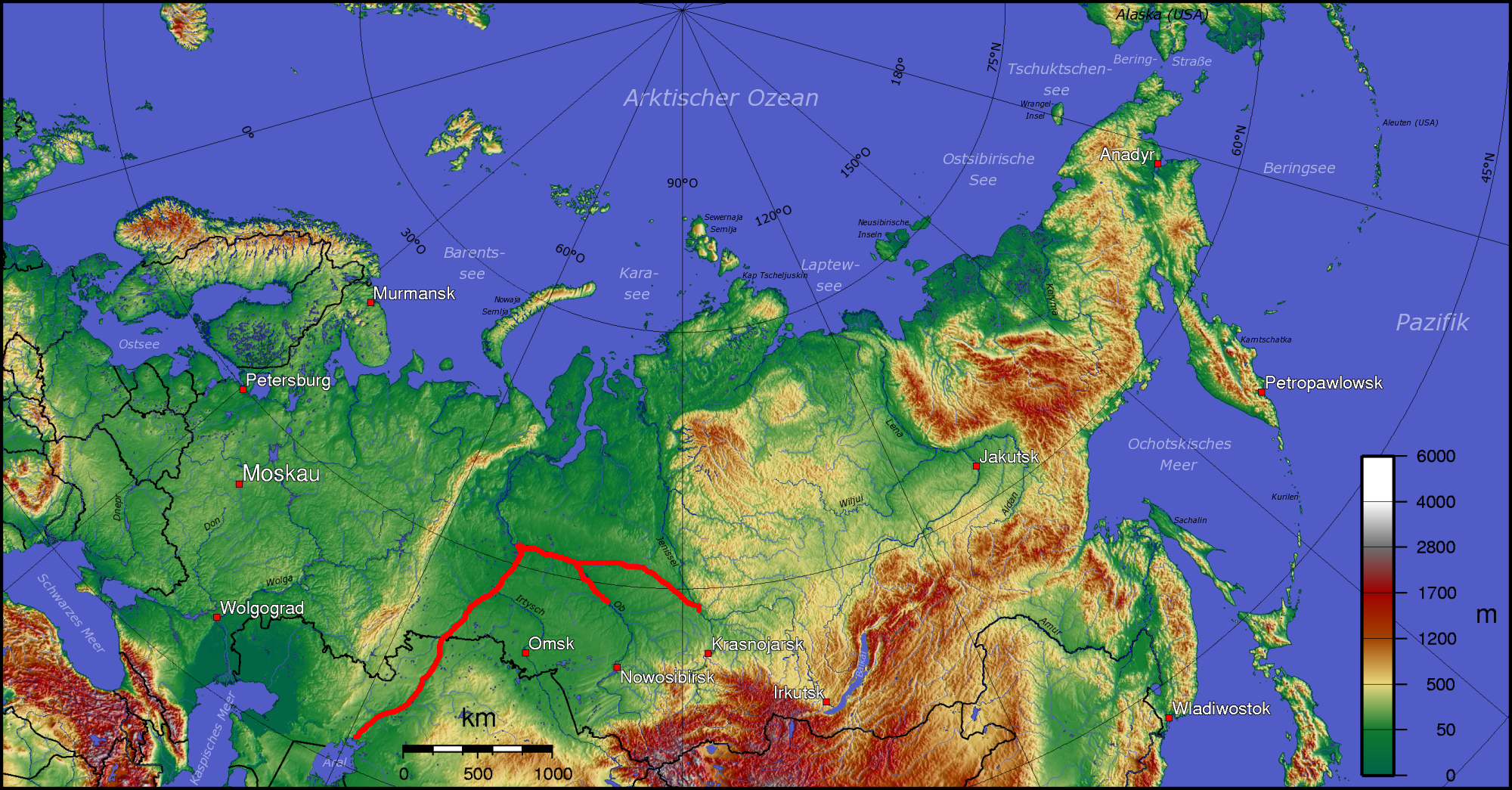
Le schéma d'une des principales dérivations de fleuves (par le canal de Yenisei-Ob, à travers l'Ob, jusqu'à l'Irtysh et l'Ishim, puis par canal jusqu'au bassin d'Aral). Le plan impliquerait d'autres canaux (non représentés) pour conduire l'eau plus loin au sud.

Le détournement des cours d'eau de Sibérie ou détournement des cours d'eau du Nord ou Plan Davidov est un ambitieux projet de détournement des fleuves du nord de l'Union soviétique, dont les promoteurs considèrent qu'ils se déversent "inutilement" dans l'océan Arctique. Son principe consiste à détourner ces cours d'eau vers le sud pour alimenter les régions agricoles plus peuplées d'Asie Centrale, qui manquent d'eau, au moyen de vastes canaux,.
Les recherches et les premiers travaux d'approche commencent dans les années 1930, et sont approfondis dans les années 1960 jusque dans les années 1980. Ce projet controversé est abandonné en 1986, principalement pour des raisons écologiques, sans que beaucoup de travaux de construction aient réellement été réalisés.

## Développement des projets de détournement de cours d'eau

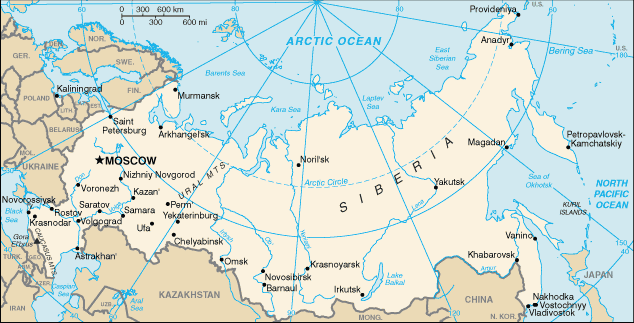
Carte de Russie montrant les cours d'eau qui auraient pu être détournés de l'Arctique

Le projet de détournement des cours d'eau sibériens remonte aux années 1830 : Alexander Shrenk, géomètre du tsar Nicolas Ier, a évoqué cette idée.  
Le projet de détournement d'une partie du débit de certains des cours d'eau du nord vers le sud a été débattu, à petite échelle, dans les années 1930. En novembre 1933, une conférence spéciale de l'Académie des Sciences de l'URSS a approuvé le plan de "reconstruction de la Volga et de son bassin", qui inclut le détournement dans la Volga d'une partie des eaux de la Petchora et de la Dvina septentrionale, les deux fleuves du nord de la Russie européenne qui se jettent dans les mers de l'océan Arctique. Des recherches dans ce sens ont alors été menées par la société Hydroproject (en), l'institut de barrages et de canaux dirigé par Sergey Juk (ru). Certains plans ont été développés par l'institut de Juk, mais sans véritable publication, ni travaux de construction effectifs.
En janvier 1961, quelques années après la mort de Juk, Nikita Khrouchtchev a présenté au Comité central du Parti communiste de l'Union soviétique un memorandum de Juk et d'un autre ingénieur, G. Russo, à propos d'un plan de détournement de fleuves. En dépit de l'éviction de Khrouchtchev en 1964, les discussions au sujet du projet de détournement des cours d'eau majeurs (Petchora, Tobol, Ichim, Irtych, et Ob) ont repris à la fin des années 1960.
Environ 120 instituts et agences ont participé à l'étude d'impact coordonnée par l'Académie des Sciences ; une douzaine de conférences eurent lieu à ce sujet. Les partisans du projet prétendirent que le gain de production de nourriture résultant de l'apport des eaux sibériennes pour l'irrigation en Asie centrale pourrait nourrir 200 millions de personnes.
Les plans prévoyaient non seulement l'irrigation mais aussi le remplissage de la mer d'Aral (dont le niveau baissait) et de la mer Caspienne.
En 1970, des travaux commencèrent pour détourner la Petchora à travers la Kama vers la Volga et la mer Caspienne dans le sud-ouest de la Russie. En 1971, au cours d'un colloque de l'Agence internationale de l'énergie atomique à Vienne, les Soviétiques révélèrent qu'ils avaient commencé des travaux de terrassement sur le tracé du Canal Petchora-Kama à l'aide de trois explosions nucléaires de 15 kilotonnes, prétendant que les retombées radioactives étaient négligeables.  Cependant, ces efforts ne furent pas poursuivis, que ce soit par des méthodes classiques ou nucléaires. Il a été estimé que 250 explosions nucléaires supplémentaires auraient été nécessaires pour terminer le percement du canal entier si le chantier avait continué. La pollution en surface fut estimée comme tolérable. Aux États-Unis, les experts étaient divisés au sujet du projet : le physicien Glenn Werth du Laboratoire national de Lawrence Livermore de l'Université de Californie a déclaré que la méthode était "à la fois sûre et économique. Certains s'inquiétèrent du refroidissement climatique dû à la perte de l’alimentation en eau dans l’Arctique, tandis que d'autres estimaient que l'augmentation de la salinité pourrait faire fondre les glaces et causer un réchauffement. Les travaux sur ce canal d'irrigation furent rapidement arrêtés. 
Dans les années 1980, au moins douze des fleuves se jetant dans l'océan Arctique firent l'objet d'une proposition de détournement vers le sud. Il était estimé à cette époque qu'un refroidissement serait observé, repoussant la saison des cultures de deux semaines, au cas où 37,8 milliards de mètres cubes d'eau seraient détournés vers la Russie européenne et 60 milliards de mètres cubes vers le sud. L'effet de refroidissement climatique était un grand sujet de crainte à l'époque, et a fortement contribué à l'opposition au projet, qui ne fut finalement pas retenu. Des complications sévères étaient envisagées à cause de l'épaisse couche de glace persistant bien après l'hiver dans les réservoirs ciblés. En retardant la fonte printanière, les périodes de gel prolongées pourraient causer une augmentation des vents et réduire les apports de précipitations vitaux ; cette éventualité était également redoutée. Encore plus dérangeante était l'idée, soutenue par quelques scientifiques, que la salinité de l'océan Arctique augmente, faisant fondre les glaces et amorçant une tendance au réchauffement climatique. D'autres scientifiques s'inquiétaient du fait qu'à mesure que le débit d'eau douce diminue, la calotte glaciaire puisse s'étendre. Un climatologue britannique, Michael Kelly, annonça une autre conséquence : des changements de vents et courants polaires pourraient réduire les précipitations, même dans les régions qui auraient dû bénéficier du détournement des fleuves.

## Critiques et abandon du projet
En 1986, la résolution "De l'arrêt des travaux sur le transfert partiel des cours d'eau du Nord et de Sibérie" fut adoptée par le Politburo du Parti communiste de l'Union soviétique, ce qui mit un terme aux discussions sur ce sujet pendant au moins une décennie. La Russie reprit ensuite les études, évaluant avec les autres puissances régionales le coût et les bénéfices de détourner les eaux sibériennes vers le sud pour les utiliser en Russie et Asie centrale, ainsi que dans les régions voisines de la Chine pour l’agriculture, les besoins domestiques et industriels, et peut-être également pour alimenter la mer d'Aral. 
Selon Alexey Yablokov (ru), président de l'ONG Centre pour une Politique Environnementale Russe, un détournement de 5 à 7 % des eaux de l'Ob pourrait mener à des changements à long terme en Arctique et ailleurs en Russie. En dépit de l'accroissement des précipitations en Sibérie, le détournement est devenu un sujet politique, et Yaroslav Ishutin, directeur du Département régional des ressources naturelles et de l'environnement du Krai de l'Altaï, a déclaré que l'Ob n'a pas d'eau en excédent et que les ressources sibériennes en eau sont menacées.

## Appels à la reprise du projet
Au début du XXIe siècle, le projet de dérivation des cours d'eau de Sibérie a fait l'objet d'un regain d'intérêt. Les États d'Asie Centrale (le président Noursoultan Nazarbayev du Kazakhstan, le président Islom Karimov d'Ouzbékistan et les présidents du Kirghizistan et du Tadjikistan) ont tenu un sommet informel avec la Russie et la Chine pour discuter du projet. Ces propositions ont suscité le soutien enthousiaste de l'un des hommes politiques les plus influents de Russie à l'époque, le maire de Moscou Iouri Loujkov.